# Milborne Port
Milborne Port è un villaggio con status di parrocchia civile nel South Somerset, in Inghilterra.